# Actias bolli
Actias bolli är en fjärilsart som beskrevs av Wagner och Conrad Ritsema 1875. Actias bolli ingår i släktet månspinnare, och familjen påfågelspinnare. Inga underarter finns listade i Catalogue of Life.